# Nejishiki
Nejishiki (en japonès: ねじ式) és una història curta de manga escrita i il·lustrada pel mangaka Yoshiharu Tsuge. Tracta d'un nen de nom desconegut que recorre diversos llocs d'un Japó devastat per la guerra per tal de trobar un metge que pugui curar la seva artèria perforada.
El manga fou publicat per primera vegada a la revista Garo l'any 1968, adquirint una ràpida popularitat entre el jovent japonès. Ha estat adaptat a un videojoc i a una pel·lícula live-action.

## Argument
Un nen surt del mar, arrivant a la costa, amb una artèria del braç perforada i de la qual no para de rajar sang. Ja en terra ferma, es topa amb un Japó devastat per la guerra i es posa a buscar un metge que li curi la ferida, però el primer poble per on passa no n'hi cap. Aleshores, el nen segueix les vies del tren amb l'esperança que el porti al següent poble, però el tren al qual puja el porta de nou al lloc d'on venia. Reempren la recerca del següent poble, aquesta vegada amb èxit, i es topa amb una dona gran que li diu que el metge que desitja es troba en una fàbrica propera. Malgrat aquestes indicacions, el nen visita a una ginecòloga que resideix en un búnquer, amb la qual acaba mantenint una relació sexual. Seguidament, la seva artèria perforada és reparada amb una vàlvula de seguretat i una clau anglesa. El manga acaba amb el nen navegant en una barca a motor.

## Estil i crítica
Nejishiki no compta amb una trama convencional i, tal com moltes de les obres de Tsuge per a Garo, manté un marcat to surrealista i ambigu al llarg del progrés narratiu. Tots els personatges, excepte el personatge principal, es dibuixen com si fossin estàtics.
Hi ha hagut diverses interpretacions dels temes del manga, amb diversos crítics que argumenten que tracta sobre el naixement i la mort, o el nihilisme existencial.
Els divulgadors catalans Estrada i Bernabé, afirmen de Nejishiki que és una història de temàtica directament absurda, tractant-se probablement d'un somni o d'un malson de Tsuge. Pel què fal al seu peculiar estil, comenten que «la sensació que aquestes històries deixen al lector arriva a ser profunda: són històries que, en el moment de llegir-les, un se sent tremendament confús, però conforme passa el temps van calant i aferrant-se a la memòria, deixant-hi una empremta difícil de definir i que rarament permaneix al llegir o visionar altres obres de ficció». La sensació que Tsuge deixa al lector, continuen, és de «desassossec, solitud i fins i tot de "fredor"».

## Publicació
Nejishiki va ser publicat al número de juny de 1968 de la revista Garo i de seguida es va guanyar l'estatus de culte entre el jovent japonès de l'època. Posteriorment va ser traduït a l'anglès per Bill Randall per a la revista nord-americana The Comics Journal per al seu número de febrer de 2003.
A Espanya, el manga fou publicat per l'editorial Gallo Negro.

## Adaptacions
El manga fou adaptat a un joc per a les plataformes japoneses PC-9800 i Sharp X68000 el 1989. L'any 1998, el director de cinema japonès Teruo Ishii va adaptar el manga a una pel·lícula live-action, la qual a part de Nejishiki també és coneguda pel títol anglès de Wind-Up Type. La pel·lícula és protagonitzada per Tadanobu Asano i Miki Fujitani.